# Glaphyrus aulicus
Glaphyrus aulicus is een keversoort uit de familie Glaphyridae. De wetenschappelijke naam van de soort is voor het eerst geldig gepubliceerd in 1854 door Chevrolat.